# Tramun
Tramun je naselje občine Cirkno v okraju Šmohor na Koroškem v Avstriji.